# Associazione degli Italiani di Romania
L'Associazione degli Italiani di Romania (in lingua romena: Asociaţia Italienilor din România, abbreviata in RO.AS.IT) è un partito politico della minoranza etnica in Romania che rappresenta la comunità italo-romena.

## Storia

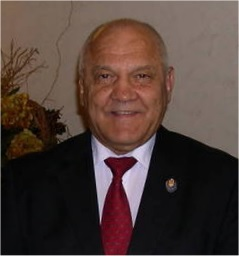
Mircea Grosaru, fondatore del partito

Il partito venne fondato nel 1993 a Suceava. Partecipò alle elezioni parlamentari del 1996, ma venne battuto dalla Comunità Italiana di Romania (CIR), che mantenne il seggio riservato alla comunità italiana nella Camera dei deputati secondo la legge elettorale, che permette ai partiti politici che rappresentano i gruppi etnici minoritari di essere esenti dalla soglia elettorale, applicata solo fino a quando hanno ricevuto il 10% dei voti necessario per un unico seggio nella Camera dei Deputati.
Il partito partecipò alle elezioni del 2000 insieme alla Comunità Italiana di Romania, ma fu in seguito al centro di una disputa giudiziaria: infatti, la ROASIT aveva stretto un'alleanza elettorale con la CIR in base alla quale era stata presentata una lista uninominale con il logo dell'una e la denominazione dell'altra. La lista unica aveva così ottenuto 21.263 voti a livello nazionale ma, benché Mircea Grosaru (membro della ROASIT) avesse ottenuto 5.624 preferenze complessive in 19 delle 42 circoscrizioni elettorali nazionali, il seggio venne assegnato alla nota attrice Ileana Stana-Ionescu (membra della CIR) che aveva ottenuto 2.943 preferenze in una sola circoscrizione. L'ufficio elettorale nazionale aveva cioè deciso di premiare il candidato con più voti ottenuti in una sola ed unica circoscrizione, anziché quello con più preferenze complessive a livello nazionale. Il caso "Grosaru c. Romania" infine arrivò, dopo 10 anni, fino alla Corte europea dei diritti dell'uomo, che con la sentenza n. 78.039/01 del 2 marzo 2010 (pubblicata sul bollettino ufficiale della CEDU nr. 686 dell'11 ottobre 2010) ha riconosciuto le ragioni di Mircea Grosaru, a cui fu anche riconosciuto un risarcimento di 5.000 euro per il danno subito.

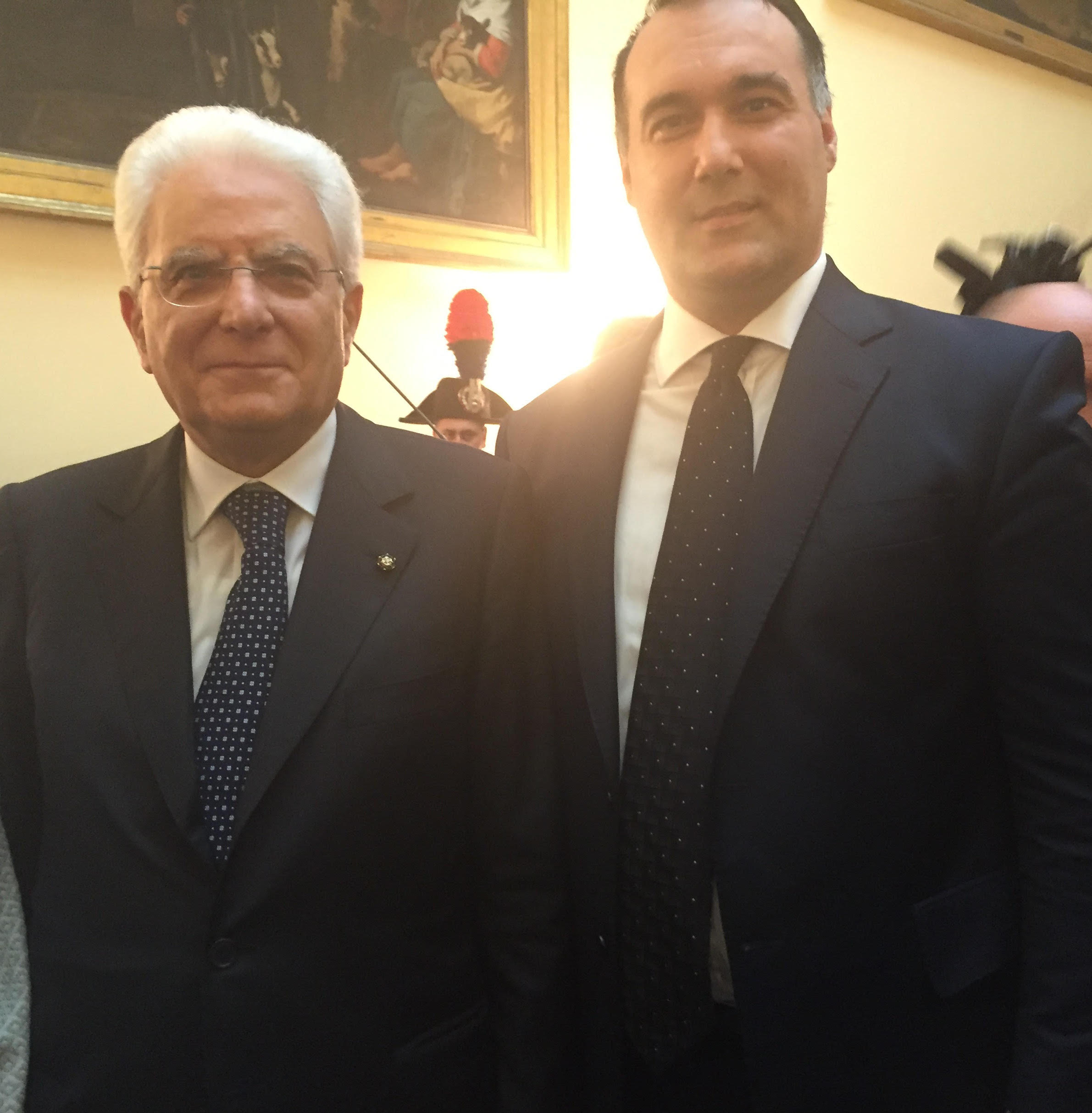
Sergio Mattarella e Andi-Gabriel Grosaru

La ROASIT ritornò nelle elezioni del 2004, battendo il CIR con 987 voti in più ed eleggendo Mircea Grosaru, poi riconfermato anche nelle successive elezioni parlamentari del 2008 e 2012.
Dopo la scomparsa di Mircea Grosaru nel 2014, nelle successive elezioni del 2016 è stato eletto deputato il figlio Andi-Gabriel Grosaru, con appena 3.486 voti raccolti a livello nazionale.
In un articolo del 2016 pubblicato dal quotidiano Gândul in merito ai cosiddetti "partiti di famiglia" delle minoranze italiana, polacca e rutena in Romania (i cui seggi sono passati di padre in figlio), il giornalista Andrei Luca Popescu ha avanzato dei dubbi relativi ai sistemi di democrazia interna al partito italo-romeno e che hanno portato alla candidatura di Grosaru alle elezioni del 2016. Lo stesso giornalista Popescu ha ricordato che in passato il fondatore Mircea Grosaru fu accusato e condannato in primo grado per conflitto d'interessi per aver assunto la moglie Ioana quale consigliera parlamentare dal 2008 al 2011; peraltro, in seguito al decesso del deputato nel 2014, la procedura giudiziaria è stata interrotta.
Nel 2022 abbandona il Partito Democratico Europeo, cui aderiva dal 2014.

## Slogan
Slogan dell'associazione è una frase di Ovidio contenuta nell'opera Amores:
- (LA)  Felix qui quod amat defendere fortiter audet
- (RO)  Fericit este cel care cutează să apere cu putere ceea ce iubește
- (IT)  Beato colui che ha l'ardire di difendere ciò che ama

## Storia elettorale
| Elezione | Camera dei Deputati                 | Camera dei Deputati                 | Camera dei Deputati                 | Senato | Senato | Senato |
| Elezione | Voti                                | %                                   | Seggi                               | Voti   | %      | Seggi! |
| -------- | ----------------------------------- | ----------------------------------- | ----------------------------------- | ------ | ------ | ------ |
| 1996     | 9.833                               | 0,08                                | 0                                   | –      | –      | –      |
| 2000     | Ha partecipato con altro nome (CIR) | Ha partecipato con altro nome (CIR) | Ha partecipato con altro nome (CIR) | –      | –      | –      |
| 2004     | 6.168                               | 0,06                                | 1                                   |        |        |        |
| 2008     | 9.567                               | 0,14                                | 1                                   | –      | –      | –      |
| 2012     | 7.943                               | 0,11                                | 1                                   | –      | –      | –      |
| 2016     | 3.486                               | 0,05                                | 1                                   | –      | –      | –      |
| 2020     | 4.170                               | 0,07                                | 1                                   | –      | –      | –      |

## Deputati eletti
- 2000-2004: ufficialmente nessuno, ma nel 2010 la Corte europea dei diritti dell'uomo ha stabilito che Mircea Grosaru aveva diritto di accedere al parlamento rumeno[8]
- 2004-2008: Mircea Grosaru[9]
- 2008-2012: Mircea Grosaru[10]
- 2008-2016: Mircea Grosaru † (deceduto il 3 febbraio 2014)[11]
- 2016-oggi: Andi-Gabriel Grosaru[12]